# Kozelshchyna (huyện)
Huyện Kozelshchyna (tiếng Ukraina: Козельщинський район, chuyển tự: Kozelshchynas’kyi raion) là một huyện của tỉnh Poltava thuộc Ukraina. Huyện Kozelshchyna có diện tích 927 km², dân số theo điều tra dân số ngày 5 tháng 12 năm 2001 là 24849 người với mật độ 27 người/km2. Trung tâm huyện nằm ở Kozelshchyna.